# Rosa jaroschenkoi
Rosa jaroschenkoi es una especie de planta del género Rosa, de la familia Rosaceae.

## Taxonomía
Rosa jaroschenkoi fue descrita por Gadzh. e Iskend. en 1977.

## Distribución
Se encuentra en el territorio de Transcaucasia.